# ایزولیشن (پایگاه داده)
ایزولیشن(به انگلیسی: Isolation)، در سیستم‌های پایگاه داده، مشخص می‌کند که چگونه تراکنشها برای دیگر سیستم‌ها قابل مشاهده باشد. ایزولیشن در سیستم‌هایی که تراکنش‌های بالا و همزمان دارند بسیار مهم است و ایجاد ایزولیشن بالا باعث کم شدن مشکلات همزمانی می‌شود.